# زنبق برتقالي
الزنبق البرتقالي أو الزنبق الناري أو الزنبق البصيلي نوع نباتي ينتمي إلى جنس الزنبق من الفصيلة الزنبقية.

## البيئة والانتشار
موطنه أوروبا.